# Gesonia crambisata
Gesonia crambisata là một loài bướm đêm trong họ Noctuidae.